# 청주 수천암 선정대사 부도
청주 수천암 선정대사 부도는 충청북도 청주시 흥덕구에 있다. 2015년 4월 17일 청주시의 향토유적 제97호로 지정되었다.

## 개요
수천암에 주재하던 선정대사의 사리탑으로 당시 불교문화를 연구하는데 귀중한 자료이다.

## 같이 보기
- 청주 수천암 - 충청북도 문화재자료 제68호